# Irish Parliamentary Party
Die Irish Parliamentary Party (irisch Páirtí Parlaiminteach na hÉireann, dt. irische parlamentarische Partei) wurde 1882 vom Führer der Nationalist Party Charles Stewart Parnell gegründet und führte damit die Home Rule League in eine parlamentarische Partei mit festen Regeln über. Ziel der Partei war ein selbstbestimmendes irisches Parlament (Home Rule).
Jedes Parteimitglied musste einen Eid schwören, zur Partei zu stehen, in ihrem Sinne zu handeln und abzustimmen. Dies war das erste Mal, dass in der westlichen Politik von der politischen Führung einer Partei Vorgaben zu Abstimmungen gemacht wurden. Den Mitgliedern wurde weiterhin eine Vergütung aus den Mitteln der Partei gezahlt.
1891 teilte sich die Partei als Folge des Skandals um Parnells Affäre mit der verheirateten Katharine O’Shea in zwei Lager, die Unterstützer von Parnell (sog. Parnellites) und seine Gegner (sog. anti-Parnellites). Nur vier der Unterstützer Parnells waren Protestanten, unter ihnen auch Pierce Mahony. Doch unter der Führung von John Redmond und seinem Stellvertreter John Dillon gab es 1900 eine Wiedervereinigung der Partei. Die Partei brachte in dieser Zeit viele wichtige gesellschaftliche Gesetze ein und konnte diese auch durchsetzen.
Der Local Government Act von 1909 verminderte zum Beispiel die Bedeutung der bestehenden, von Landlords dominierten Gruppe der Geschworenen, und ersetzte diese durch 49 Grafschafts-, Stadt- und ländliche Ratsversammlungen (county, urban und rural district councils), die von Iren geführt wurden. Die Versammlungen waren sehr populär in Irland, etablierten sie doch eine neue politische Klasse, die zeigte, dass sie fähig war, irische Angelegenheiten zu regeln. Dies führte zu einem erneuten Aufkeimen der Hoffnung auf Home Rule. Durch die große Dominanz von Irish Parliamentary Party-Mitgliedern innerhalb dieser Versammlungen gab es allerdings auch viel Vetternwirtschaft.
Nach der Wahl 1910 und der Reduzierung der Veto-Macht des Oberhauses durch den Parliament Act erreichte die Partei zwar die gesetzliche Annahme der Home Rule, diese wurde jedoch aufgrund des Ersten Weltkrieges vorerst nicht umgesetzt. Während des Krieges unterstützte die Partei die National Volunteers. Der Osteraufstand von 1916 und die Hinrichtung seiner Anführer als Verräter war ein schwerer Schlag für die auf Gewaltlosigkeit basierende Politik der Partei. 
Die Katholiken wandten sich Sinn Féin zu, die Protestanten der UUP. Bei der Unterhauswahl 1918 verlor die Partei fast alle ihrer 74 Sitze und konnte lediglich 7 Sitze im Nordosten halten. Daraufhin löste sich die Partei auf. Im neu entstehenden Nordirland gründete sie sich neu als Nationalist Party of Northern Ireland, ab 1978 Irish Independence Party, 1985 aufgelöst.

## Führer der Irish Parliamentary Party, 1882–1918
- Charles Stewart Parnell 1882–1891
- John Redmond (Parnellite-Flügel) 1891–1900
- Justin McCarthy (anti-Parnellite-Flügel) 1891–1892
- John Dillon (anti-Parnellite-Flügel) 1892–1900
- John Redmond (wiedervereinigte Partei) 1900–1918
- John Dillon 1918